# Chepenafa
Chepenafa (Marys River Indians). - Pleme Kalapooian Indijanaca s Mary's Creeka, kod Corvalisa u Oregonu. Chepenafe je Gatschet svojevremeno klasificirao kao bandu Luckiamuta, a u popisu njihovih bandi prati ga i Hodge. Swanton međutim Chepenafe vodi kao posebno pleme. Oni su prema lokaciji nazivani i Marys River Indians, dok su ih ostali Kalapooiani nazivali Api'nefu ili Pineifu. 
Po popisu ih 1924. na Grand Ronde preostalo ih je tek 24. Oni su zasigurno pratili sudbinu njima srodnih plemena koja su završila na navedenom rezervatu pod imenom The Confederated Tribes of the Grand Ronde. 